# ギニア・フラン
ギニア・フラン (フランス語: franc guinéen, ISO 4217 code: GNF)は、ギニア共和国の通貨であり、ギニア共和国中央銀行が発行している。50フラン硬貨、100フラン紙幣、500フラン紙幣、1000フラン紙幣、5000フラン紙幣、10000フラン紙幣があるが、50フラン硬貨および100フラン紙幣はほとんど流通していない。
1959年から1971年まで流通した旧ギニア・フランと1985年以降、現在にいたるまで流通している新ギニア・フランとがある。
旧ギニア・フランは1959年にCFAフランと等価として導入された。
1971年には1シリ=10フランとしてシリが、ギニア共和国の通貨として入された。
新ギニア・フランは1985年にシリと等価として再導入された。
2024年12月現在の実勢レートは8600ギニア・フラン＝約1ユーロ。

## 紙幣

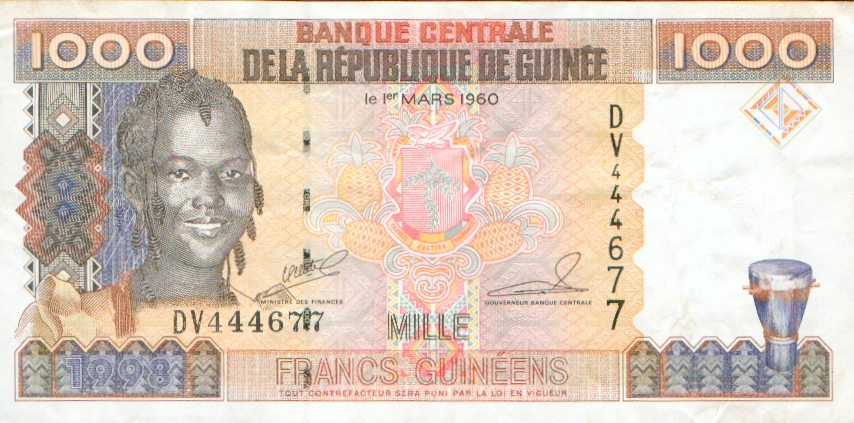
1000ギニア・フラン紙幣